# Arnold Harberger
Arnold Carl Harberger (Newark, 27 de julio de 1924) es un economista estadounidense de origen judío. Profesor en la Universidad de Chicago, fue uno de los fundadores de la Escuela de Economía de Chicago, una escuela económica neoclásica defensora del libre mercado.
El «Triángulo de Harberger» se denomina, en su honor, por su trabajo individual en la pérdida irrecuperable de eficiencia. Destaca su trabajo en el descubrimiento del «Efecto Harberger-Laursen-Metzler», publicado en 1950, y su investigación sobre «La incidencia del Impuesto sobre Sociedades», publicado en 1962. El aporte de Harberger es aplicar y popularizar el triángulo inventado por Jules Dupuit y redescubierto posteriormente de forma independiente a Dupuit por Fleeming Jenkin para un equilibrio parcial, en un análisis de equilibrio general para analizar políticas impositivas y el impacto de monopolios en la economía.

## Biografía
Nació en Newark del estado estadounidense de Nueva Jersey, el 27 de julio de 1924. Harberger completó su licenciatura en economía en la Universidad Johns Hopkins, su maestría en relaciones internacionales en 1947 y su Philosophiæ doctor en economía en 1950, ambos en la Universidad de Chicago. Después de enseñar en la Universidad Johns Hopkins, Harberger regresó a la Universidad de Chicago para enseñar a tiempo completo, de 1953 a 1982 y a tiempo parcial de 1984 a 1991. Desde 1984, ha sido profesor en la Universidad de California, Los Ángeles.
Se casó con la chilena Anita Valjalo en 1958 durante su estadía en Chile. Los dos permanecieron juntos hasta la muerte de Valjalo en 2011.
Harberger maneja al idioma español como su segunda lengua, llegando a dominarlo con fluidez. Mantiene una fuerte relación con América Latina al tener relaciones cercanas con sus antiguos alumnos, muchos de los cuales han tenido importantes cargos gubernamentales en sus respectivos países, especialmente en Chile.

## Trabajo profesional
Su principal obra es la tesis en donde tiene una postura crítica a las políticas económicas keynesianas de Lloyd Metzler. Obtuvo un título honorífico en la Universidad Francisco Marroquín de Guatemala y un doctorado honoris causa en la Universidad del Desarrollo .

### Controversias
Varios de sus estudiantes eran latinoamericanos que se convirtieron en funcionarios públicos de alto nivel en sus países de origen después de convertirse en dictaduras, siendo los principales Chile con el Régimen Militar y Argentina con el Proceso de Reorganización Nacional.
Harberger adquirió una práctica de consultoría considerable como asesor económico para América Latina, lo cual fue controvertido porque Harberger dio consejos económicos a las dictaduras que se instauraron en esa región.